# Pedicia (Pedicia) subfalcata
Pedicia (Pedicia) subfalcata is een tweevleugelige uit de familie Pediciidae. De soort komt voor in het Palearctisch en Oriëntaals gebied.